# 040 PLM 4001 à 4165
 (décembre 2022).

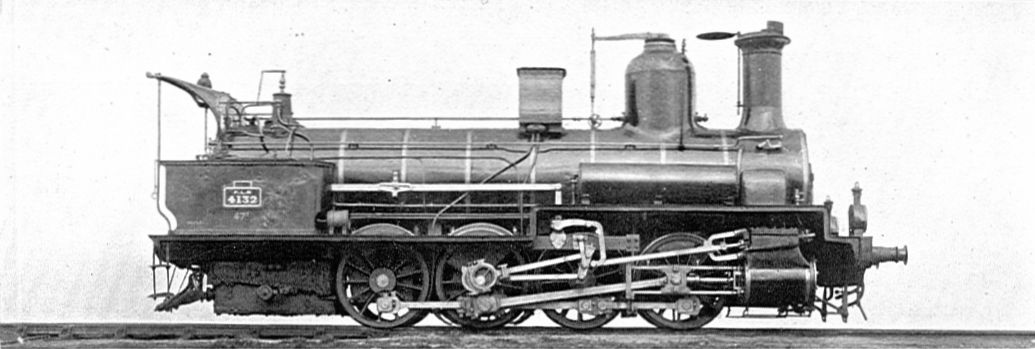
Locomotive N° 4132

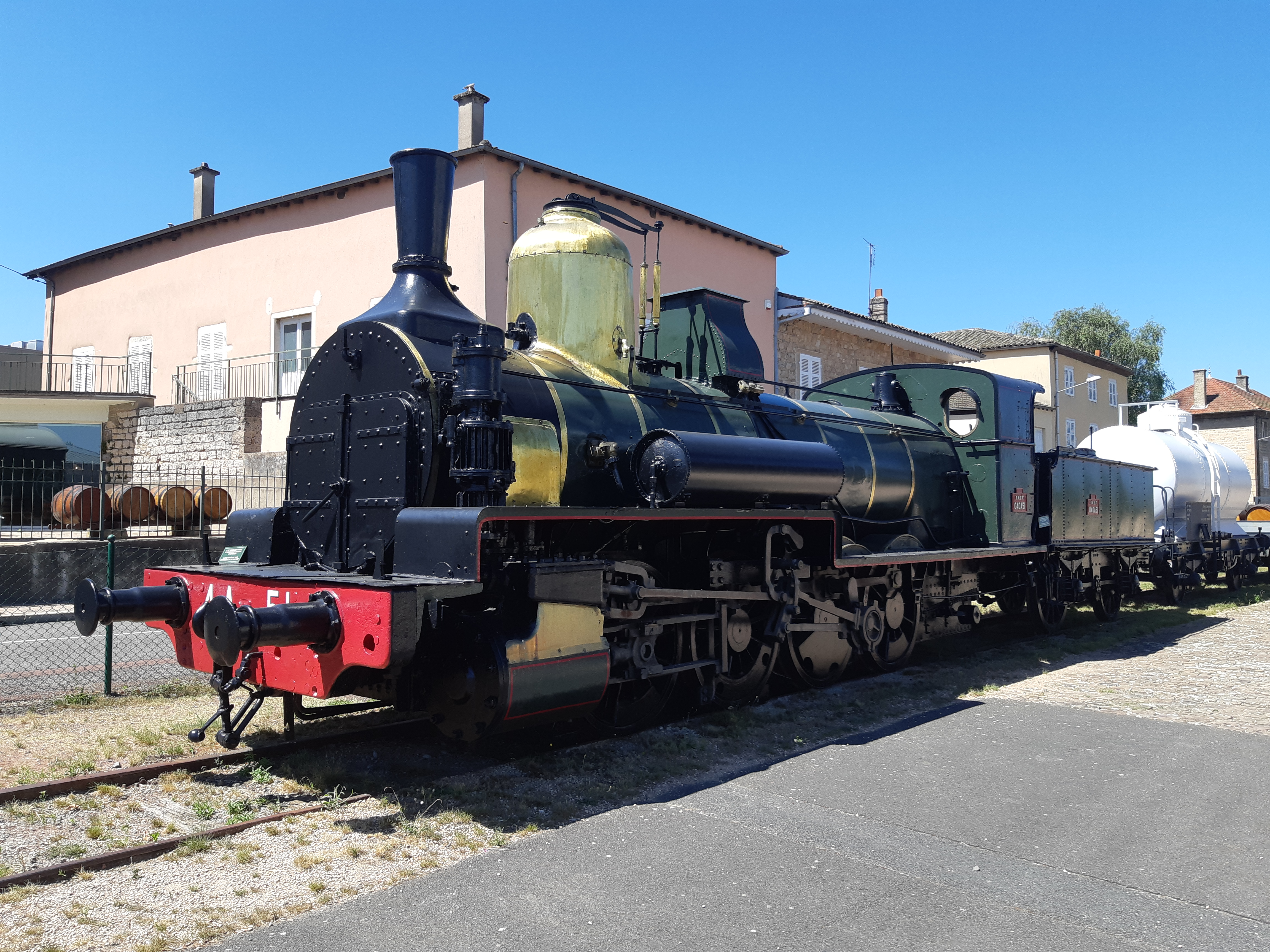
Locomotive N° 4051 préservée à Romanèche-Thorins

Les 040 PLM 4001 à 4165 sont des locomotives à tender séparé de la Compagnie des chemins de fer de Paris à Lyon et à la Méditerranée (PLM) du type 040 affectées à la traction des trains de montagne.

## Histoire
Afin de disposer de locomotives à quatre essieux moteurs pour la traction des trains sur les lignes de montagne, le PLM fait construire entre 1869 et 1886 une série de 164 locomotives. Elles sont numérotées dans la série 4001 à 4165.
en 1907, 10 unités sont vendues en Algérie à la compagnie du PLM algérien (PLMA).
En 1924, elles deviennent les 4 A 1 à 4 A 154.
En 1925, 17 unités sont louées en Algérie à la compagnie du PLMA.
En 1938, lors de la création de la SNCF, les unités restantes sont immatriculées dans la série 5 - 040 A 1 à 153.

## La construction
Elle se déroule dans l'ordre suivant :

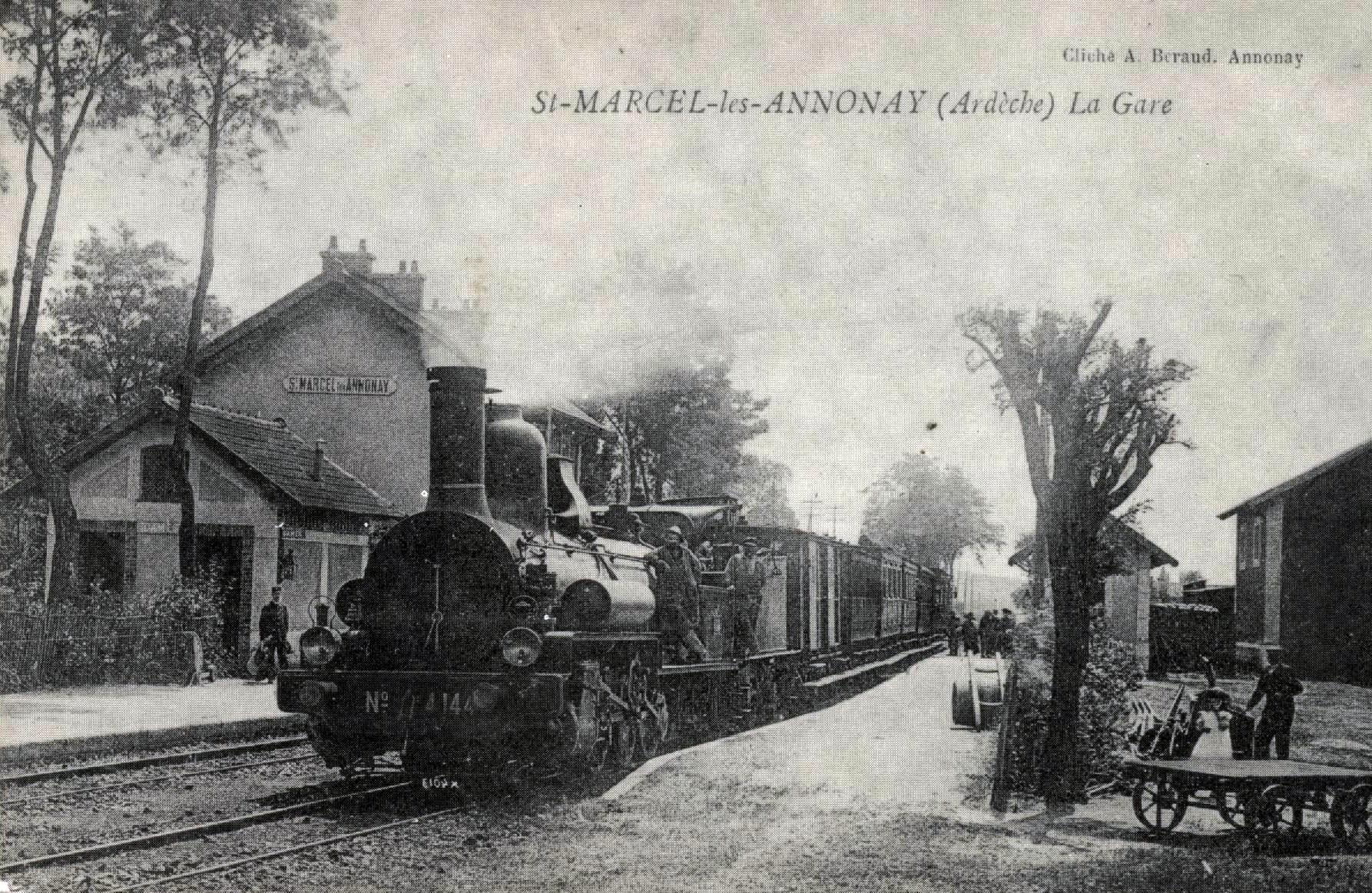
Locomotive n° 4144 en gare de Saint-Marcel-lès-Annonay.

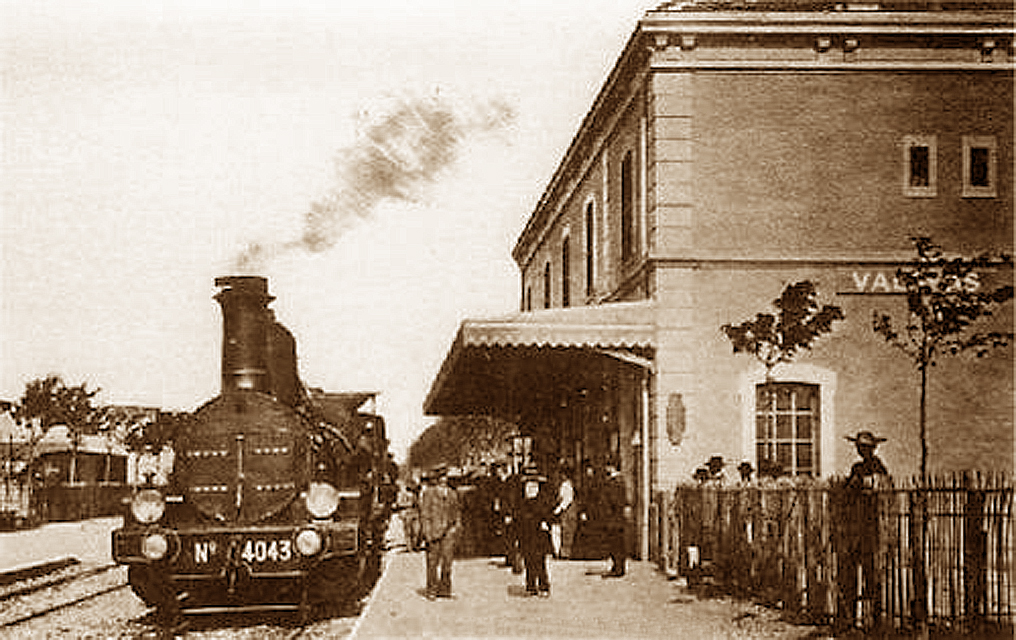
Locomotive 4043 en gare de Valréas.

1. N° 4001 à 4012, livrées par Graffenstaden en 1869
2. N° 4013 à 4024, livrées par Graffenstaden en 1872
3. N° 4025 à 4030, livrées par les ateliers de Paris en 1872
4. N° 4031 à 4048, livrées par les ateliers de Paris en 1873
5. N° 4049 à 4066, livrées par les ateliers de Paris en 1874
6. N° 4067 à 4070, livrées par les ateliers de Paris en 1875
7. N° 4071 à 4094, livrées par les ateliers de Paris en 1878
8. N° 4095 à 4134, livrées par la SACM en 1883-84
9. N° 4135 à 4144, livrées par les ateliers de Paris en 1886
10. N° 4145 à 4159, livrées par les ateliers d'Oullins en 1886
11. N° 4161 à 4165, livrées par les ateliers de Paris en 1887 en tant que 040 PLM 4201 à 4205 avec distribution Walschaerts[2] (elles sont transformées en 1909 sur le modèle des 040 4001 à 4159).

## Caractéristiques
- Pression de la chaudière : 8.7 bar
- Surface de grille : 2,08 m2
- Surface de chauffe :217,9 m2
- Diamètre et course des cylindres : Ø540 * 660 mm
- Diamètre des roues motrices : Ø1260
- Masse à vide : 51,7 t ;
- Longueur : 10,036 m
- Empattement : d'avant en arrière : 5,730 m[3]
- Vitesse maximale en service : 65 km/h
- Distribution : Gooch[4]

## Préservation
La locomotive 4 A 51, ex 4051 est préservée à Romanèche-Thorins dans le département de Saône-et-Loire au musée du vin.